# Jean-Claude Duvalier
Jean-Claude Duvalier (Porto Príncipe, 3 de julho de 1951 — Porto Príncipe, 4 de outubro de 2014), mais conhecido como Baby Doc, foi o presidente do Haiti, de 1971 a 1986, tendo sucedido seu pai, François Duvalier.

## Primeiros anos
Duvalier nasceu em Porto-Príncipe e foi criado em um ambiente isolado. Na infância e adolescência frequentou as instituições de ensino Nouveau College Bird e Saint-Louis de Gonzague. Mais tarde, estudou Direito na Université d'Etat d'Haïti (Universidade do Estado do Haiti), sob a direção de vários professores, incluindo Maître Gérard Gourgue.
Único filho homem de François Duvalier, o "Papa Doc", e Simone Ovide ("Mama Doc"), uma ex-enfermeira, Jean-Claude tinha três irmãs: Marie Denise, Nicole e Simone.

## Política

### Antecedentes e cargo vitalício

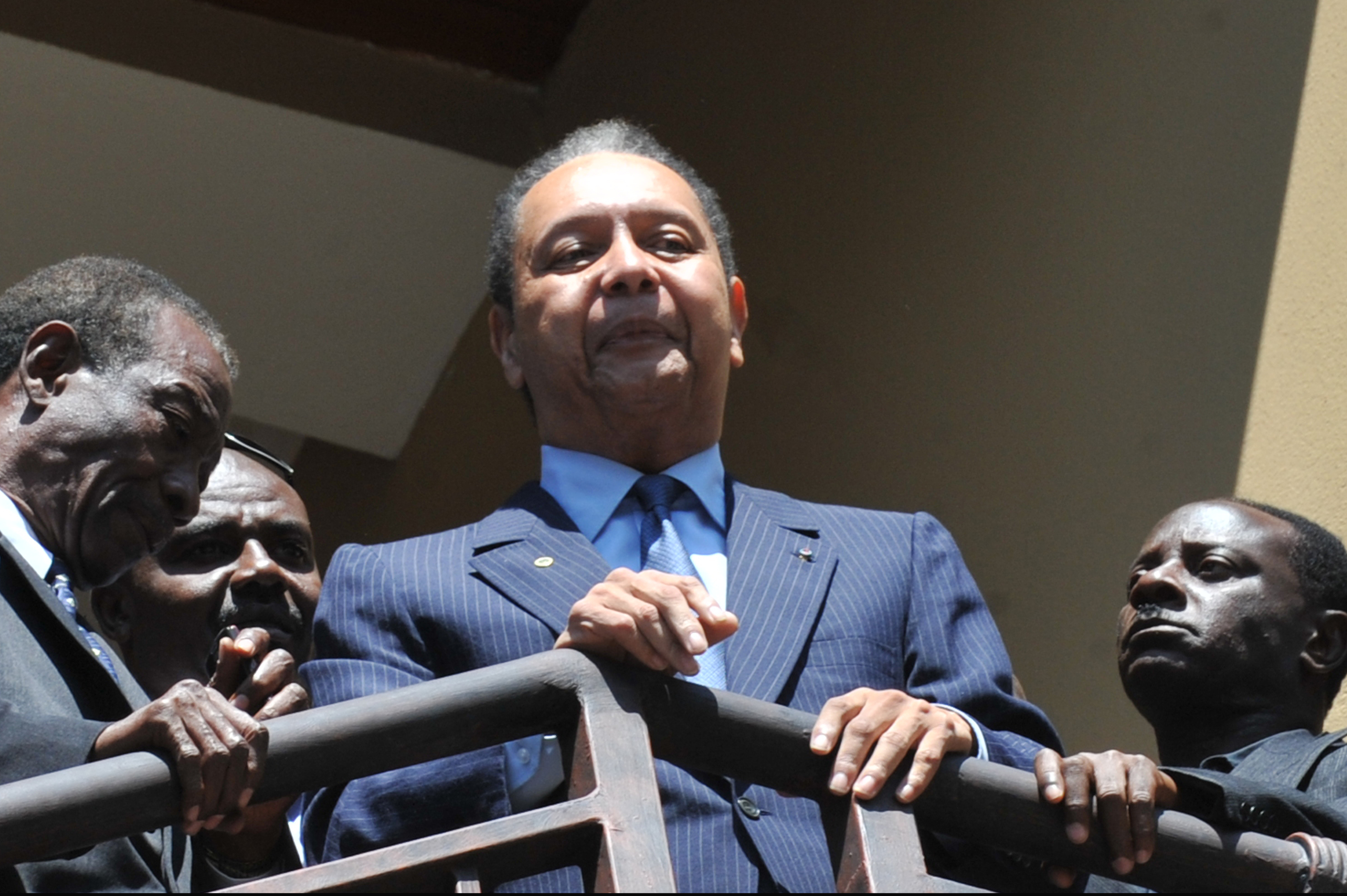
Jean-Claude "Baby Doc" Duvalier, como foi conhecido o ex-presidente haitiano, apareceu na janela de seu quarto em um hotel de luxo em Porto Príncipe, capital do Haiti, e foi saudado por cerca de cem pessoas que se concentravam na porta do edifício

Em 1957 seu pai, François Duvalier, assumiu a presidência e implantou um regime de terror que durou até sua morte, em 1971. O terrorismo político continuou sob o comando de Baby Doc, que aos 19 anos o sucedeu em regime vitalício, numa época em que dezenas de milhares de haitianos foram torturados e mortos, segundo grupos de direitos humanos. Tal terror era espalhado por sua milicia particular, um exército de cruéis soldados denominados tonton-macoutes ("bichos-papões").
No governo de Baby Doc a taxa de analfabetismo subiu a índices ainda mais grotescos e a expectativa de vida decaiu vertiginosamente, o que, junto com a epidemia de aids e a fome que grassava através de todo o país, mergulhou o Haiti em um caos social, forçando dezenas de milhares de haitianos ao degredo nos Estados Unidos em arriscadas barcaças superlotadas.

### Autodegredo e retorno

Jean-Claude Duvalier e sua esposa, Michele, deixando o Haiti.

Já na década de 1980, com a crise econômica e o empobrecimento da população, o regime de terror perdeu força, até que, em 1986, Baby Doc fugiu  para um exílio na França. Durante sua saída do país, constatou-se o abismo entre o fausto de sua mudança — que incluía carregamentos de malas Louis Vuitton e milhões de dólares em suas contas em bancos suíços —, e a miséria reinante em Porto Príncipe.
Entre 1986 e 1990, o Haiti procurou estabilizar sua situação política, mas uma sucessão de golpes militares impediu qualquer organização.
Em 16 de janeiro de 2011 Baby Doc retornou ao Haiti alegando que seu regresso visava "ajudar o povo" após o terremoto de 2010 e poucos dias depois foi acusado de vários crimes, incluindo detenção ilegal e tortura contra seus opositores, corrupção, apropriação de dinheiro público e formação de quadrilha. Mesmo assim nenhum julgamento foi realizado. O ex-presidente só compareceu diante da Justiça em fevereiro de 2013, quando se apresentou no Tribunal de Recurso de Port-au-Prince. Em fevereiro de 2014, a justiça haitiana ordenou um novo inquérito sobre crimes contra a humanidade "imprescritíveis" atribuídos a ele.

## Vida pessoal
Seu casamento com Michele Bennett, em 1980, foi bancado pelo estado haitiano e teria custado até US$ 5 milhões aos cofres públicos, enquanto a população vivia na miséria, no que foi considerado o país mais pobre do hemisfério ocidental.
No dia 4 de outubro de 2014, Baby Doc morre em decorrência de um ataque cardíaco, em Porto Príncipe.